# Pseudopulex
Bọ chét khủng long (Danh pháp khoa học: Pseudopulex) là một chi bọ chét thời kỳ tiền sử sống vào thời đại khủng long, sống cách đây 165 triệu năm. Các chuyên gia Trung Quốc đã phát hiện được loài bọ chét cổ nhất thế giới tại khu vực Nội Mông. Tuy nhiên những hóa thạch bọ chét được phát hiện tại Nội Mông thuộc về một dòng khác đã tuyệt chủng. Hiện người ta biết đến hai loài của chi này là:
- Pseudopulex jurassicus
- Pseudopulex magnus

## Đặc điểm
Bọ chét khủng long có hình dáng bên ngoài khá tương đồng với loài bọ chét thời hiện đại, các sinh vật này chỉ khác điểm duy nhất, to gấp 10 lần họ hàng thời nay để tương xứng với cơ thể đồ sộ của vật chủ ngoài ra chúng có cơ thể dẹp hơn, giống như rận, và đôi hàm dài có thể chọc xuyên lớp da dày của khủng long để hút máu. Mỗi phát cắn của Bọ chét khủng long có thể tương đương với hành động ấn kim tiêm dưới da.